# リージョンズ・オブ・ザ・アンダーグラウンド
リージョンズ・オブ・ザ・アンダーグラウンド (Legions of the Underground, LoU) は1994年に創立された多国籍型テキスト・ファイル・グループ。

## 概要
リージョンズ・オブ・ザ・アンダーグラウンド（以下、LoU）はハクティビズムを全世界に発信しながら、サイバー戦争を奨励するという立場を取っている。彼らが起こした数々の事件はアメリカの雑誌2600において多く紹介されている。

## 事件
LoUは1998年末に中国とイラクに対して「宣戦布告」した。彼らはIRC上で、両国における深刻な人権問題、中国において2人のハッカーが銀行のシステムに侵入し死刑を宣告されたこと、そしてイラクの大量破壊兵器保持の問題に対しての怒りを表明し、「両国のコンピュータシステムをすべて破壊する」と宣言した。これに対して他のテキスト・ファイル・グループはLoUに、「違法な行為をしているハッカーを罰するのは国家として当然の行為だ」と反発した。さらに、もう1つの宣戦理由であるイラクの大量破壊兵器への懸念も、結局これが発見されなかったことから、今ではこの宣戦自体が弱くなってきている。
他にも彼ら（LoUのメンバーとマスターズ・オブ・ダウンローディングというグループの匿名メンバー1人）は98年7月、メンテナンス用のダイヤルアップ・ポートに直接ダイヤルすることで、タイム・ワーナー・ケーブル社というテレビ局のネットワーク管理センターにアクセスできたと発表している。その電話番号はウォーダイヤラーで見つけたという。

## メンバー
- デジタル・エボラ
- データ・シャーク
- ロトス
- オーバードーズ
- フリクション
- グリッドマーク
- ネットワーク・ゼロ
- pr00f
- バントリックス
- タッチ・トーン
- アーチム
- ハヴォック
- フェメトリックス
- クラビー

## 註
1. ↑  1998年4月に、米軍・国防情報システム局の機密扱いになっていないネットワーク・プログラムにアクセスしたと主張したグループ。
2. ↑  決まった数字から始まる番号を順番または無作為に発生させるプログラムのこと。